# Кућа хиљаду лешева
Кућа хиљаду лешева (енгл. House of 1000 Corpses) амерички је сплатер хорор филм са елементима црне комедије из 2003. године, редитеља и сценаристе Роба Зомбија са Сидом Хејгом, Билом Мозлијем, Шери Мун Зомби и Карен Блек у главним улогама. Радња прати групу тинејџера који на Ноћ вештица путују по земљи како би написали књигу о локалним знаменитостима, али постају жртве психотичне породице Фајерфлај.
Инспирисан култним класицима из периода 1970-их, као што су Тексашки масакр моторном тестером (1974) и Брда имају очи (1977), Зомби је добио идеју за филм док је дизајнирао уклету кућу за забавни тематски парк студија Јуниверсал пикчерс. Снимање је завршено већ 2000, али је Зомби имао проблем да нађе продукцијску кућу која ће дистрибуирати филм. После неуспелих преговора са кућама Јуниверзал пикчерс и Метро-Голдвин-Мејер, Зомби је потписао уговор са Лајонсгејт, која је Кућу хиљаду лешева премијерно приказала 11. априла 2003.
Упркос томе што је у почетку добијао веома негативне критике, филм је остварио комерцијални успех и стекао култни статус. Иако су оцене критичара остале углавном негативне, оцене публике су се временом поправиле, па је филм тако сада оцењен са 65% на сајту Ротен томејтоуз. Вејт Тот и Мајкл О'Брајен добили су Фантаспоро награду за најбоље специјалне ефекте, а Сид Хејг и Карен Блек Фангоријине награде за најбоље споредне улоге.
Године 2005. Зомби је снимио далеко успешнији наставак под насловом Ђавољи шкарт, а затим, 2019, и Троје из пакла, чиме је завршио своју трилогију о породици Фајерфлај.

## Радња
У ноћи 30. октобра 1977, уочи Ноћи вештица, четворо туриста, Џери Голдсмит, Бил Хадли, Мери Ноулс и Дениз Вилис, путују с намером да напишу књигу о локалним атракцијама. Они свраћају у „Музеј чудовишта и монструма”, који држи човек маскиран у кловна који се представља као „Капетан Сполдинг”. Од њега сазнају за локалну легенду о доктору Сатани, који је касапио људе због чега је обешен о дрво које се налази у близини. Док траже поменуто дрво група наилази на младу стоперку по имену „Бејби”. Одвозе је кући, али се испоставља да је њена породица група психотичних серијских убица и да су Џери, Бил, Мери и Дениз њихове нове жртве...

## Улоге
| Глумац            | Улога                     |
| ----------------- | ------------------------- |
| Сид Хејг          | Капетан Сполдинг          |
| Бил Мозли         | Отис Б. Дрифтвуд          |
| Шери Мун Зомби    | Бејби Фајерфлај           |
| Карен Блек        | мајка Фајерфлај           |
| Крис Хардвик      | Џери Голдсмит             |
| Ерин Данијелс     | Дениз Вилис               |
| Џенифер Џостин    | Мери Ноулс                |
| Рејн Вилсон       | Бил Хадли                 |
| Волтон Гогинс     | Стив Наиш                 |
| Том Таулс         | заменик шерифа Џорџ Видел |
| Метју Макгрори    | Тајни Фајерфлај           |
| Роберт Ален Мјукс | Руфус „Ар Џеј” Фајерфлај  |
| Денис Фимпл       | деда Иго Фајерфлај        |
| Харисон Јанг      | Дон Вилис                 |
| Вилијам Басет     | шериф Френк Хјустон       |
| Ирвин Киз         | Равели                    |
| Мајкл Џ. Полард   | Стаки                     |
| Валтер Фелан      | Доктор Сатана             |